# Случај Јовањица
Случај „Јовањица“ је медијски назив за случај који се догодио 13. новембра 2019. године, када је на пољопривредном имању Јовањица код Старе Пазове откривена илегална лабораторија за производњу марихуане, а ухапшен Предраг Колувија, одговорно лице фирме „Јовањица“ у чијем је власништву истоимено пољопривредно добро, као и сви запослени у тој фирми. Према наводима МУП-а, заплењено је тада 649.4 килограма осушене марихуане и 65.581 стабљика сирове биљке, при чему је укупна тежина заплењене дроге износила 3.954 килограма. Према оптужници, након сушења сирових биљки, на имању се налазило 1.6 тона марихуане и сканка (опојна дрога јача од марихуане).
Тога дана је инспектор Слободан Миленковић, начелник Одељења за борбу против дрога београдске полиције, на ауто-путу Београд-Ниш зауставио због претицања и бахате вожње аутомобил, у коме се налазио Предраг Kолувија. Полиција је тада код Колувије пронашла фалсификовану службену легитимацију, због чега је и приведен.
Миленковић је пут наставио док су његове колеге довезле Kолувију у Београд, да би се након тога заједно са њим упутили ка „Јовањици“. Тада је тамо откривена плантажа марихуане, на неколико хектара, наводи се у оптужници. Неколико дана вршене су провере и вештачења биљака, а Kолувија се убрзо нашао у притвору и под истрагом која је трајала више месеци.
Истрага је резултирала подизањем оптужнице у мају 2020. године, против Предрага Колувије и још девет особа, а на терет су им стављени: удруживање ради вршења кривичних дела и неовлашћена производња и стављање у промет опојних дрога. Колувија је оптужен да је од 14. маја 2016. до 14. новембра 2019. године организовао криминалну групу, а његова улога је била, како наводи оптужница, обезбеђивање и инсталирање опреме за узгајање канабиса у вештачким условима, као и друге опреме. Окривљен је и за издавање наређења другим оптуженима.
Kолувија и остали оптужени су негирали кривицу. Колувија је тада изјавио да је у подземне просторије силазио он, али да му није познато када је сушара, која је наведена у оптужници, тамо инсталирана као и да је са узгојем биљака започео 2019. године, те да није гајио опојну дрогу.
Тужилац је наложио три независна вештачења биљака са имања Јовањица, и сва три су, како стоји у судским списима, показала да биљке поседују висок проценат ТХЦ-а, а што их по закону карактерише опојном дрогом. У оптужници је Колувија цитиран да је рекао да је већи проценат ТХЦ-а последица климатских разлога, али и могућег „стреса“ биљака, а не његове воље.
Током 2020. подигнута је и друга оптужница – „Јовањица 2“, која терети Колувију као организатора криминалне групе, али и поједине припаднике служби Министарства унутрашњих послова (МУП), Безбедносно-информативне агенције (БИА) и Војнообавештајне агенције (ВОА) да су му пружали заштиту и другу подршку, како пише у оптужници. У оптужницу су уврштени инкриминишући разговори ове групе кроз апликацију „Разговор“, а преко које су они, како се наводи у оптужници, договарали узгој и дистрибуцију дроге.
Случај је изазвао велику пажњу јавности пре свега због закаснеле и тихе реакције полиције на заплену више од једне и по тоне дроге, према оптужници, али и због:
- навода о умешаности брата председника Србије, директора БИА и директора ВОА у случај, као и бројних других представника служби,[4][5][12][13][14][15]
- негативне медијске кампање према тужиоцу и инспекторима на случају,[3][16]
- сведочења инспектора да је Јовањица „највећа фабрика сканка у овом делу Европе“, а да су „државне и политичке структуре на страни криминала“, као и због навода о плану за њихову криминализацију и ликвидацију,[4][7][12][17][18]
- навода представника власти да је „прича о Јовањици измишљена“ и да то није афера,[19][20] као и јавних наступа у којима су критиковали инспекторе, а бранили ставове и изјаве првооптуженог Колувије.[6][21][22]

## Предузеће „Јовањица“
„Јовањица“ је назив за фирму и пољопривредно имање на територији Старе Пазове, удаљене неколико десетина километара од Београда. Имање је назив добило 2014. године, уз благослов монаха са Хиландара, а по луци Јовањица којом се приступа на Свету Гору. Било је регистровано за производњу органског воћа и поврћа.
Имање су промовисали и обилазили функционери и политичари, пре полицијске акције, а међу њима и:
- високи функционер Српске напредне странке (СНС) и бивши директор „Коридора Србије“ Зоран Бабић, који је „Јовањицу“ назвао „српском причом о успеху“,[11]
- директор Агенције за борбу против корупције Драган Сикимић,
- члан Главног и извршног одбора СНС-а Драгомир Петронијевић,
- бивши министар за рад, министар војни и директор БИА, Александар Вулин, који је на имању, пред камерама, брао поврће и истакао: „Ово је показатељ шта треба да радимо и куда треба да идемо.“[3][4][5][6][7]

На пољопривредном добру радило је око тридесет радника. Фирма се бавила и одржавањем семинара на тему органске хране и курсева о пољопривреди, а држали су их и полицајцима, пре открића да се на имању налазила марихуана.
Предузећу је шест месеци пре хапшења Колувије, у априлу 2019, дата дозвола да производи индустријску конопљу.
Чланови агенције за приватно обезбеђење „Ронин Елит секјурити“ чували су од 2017. имање Јовањица, а према наводима власника агенције и бившег припадника јединице САЈ, Аленка Лазова, у својству сведока, на имању је био ангажован јер су раније непознате особе пушкама и пиштољима покушале да украду ротквице и парадајз. Обезбеђење према договору, тврди, није улазило у пластенике. Колувија је овим поводом пред Судом изјавио да је због крађе поврћа унајмио обезбеђење, пише Н1.

## Хапшење и формирање случаја
На аутопуту Београд-Ниш 13. новембра 2019. године Предраг Колувија и његов возач Милош Тофиловић возили су се у аутомобилу марке „Ауди“, а који је, како тврди полиција, био мимо закона опремљен светлосном и звучном сигнализацијом (блинкери и сирена), због чега је против возача поднета кривична пријава. У аутомобилу је пронађен и православни крст.
Аутомобил је заустављен, због непрописног претицања и бахате вожње, а од стране цивилног аутомобила у коме се налазио начелник београдског Одељења за борбу против дрога Слободан Миленковић и још тројица инспектора.
Полиција је, како је наведено у саопштењу, код Колувије пронашла фалсификовану службену легитимацију, која је носила потпис бившег министра полиције Ивице Дачића. Тадашњи министар полиције, Небојша Стефановић, је, према тврдњама сведока, изјавио да не зна ко је Предраг Колувија, као и да полицајци треба да раде по закону, када су му, како тврде медији, показали фотографију ове лажне легитимације. Ова легитимација била је разлог за Колувијино привођење, наводи се у оптужници.
Према тврдњама инспектора Милана Исакова: „Колувија се представио као колега, рекао да ради у кабинету министра, а онда је почео да се позива на неке важне људе.“ Ове наводе је потврдио и инспектор Душан Митић, у свом сведочењу пред Судом. Указао је Исаков и да је Колувија „био кооперативан“ све време.
Миленковић је свој пут ка Нишу наставио, док су његове колеге довезле Kолувију у Београд, да би се након тога заједно са њим упутили ка „Јовањици“. Тада је тамо откривена плантажа марихуане, на више хектара, наводи се у оптужници. Неколико дана вршене су провере и вештачења биљака, а Kолувија се убрзо нашао у притвору и под истрагом која је трајала више месеци, почев од средине новембра 2019, па до подизања оптужнице у мају 2020. године.
Хапшење Предрага Колувије и претрес имања Јовањица десили су се истог дана, а наложила их је, због територијалне надлежности, тужитељка из Сремске Митровице Борка Јовановић.

### Акција почела годину дана раније
Према речима инспектора Митића, на сведочењу у јуну 2023. године, инспектори су годину дана пре хапшења имали сазнања да се на имању производи марихуана, али је до акције дошло случајно, 13. новембра, када је Колувијин ауто заустављен због бахате вожње, иако су планирали да се акција деси крајем 2019. године. Рекао је:
| „                                               | Колеге примећују на аутомобилу карактеристике које ми никада не стављамо на службена возила – ознаке Српске православне цркве, крстови. Због тога и због велике брзине којом је возио и угрожавања безбедности, Миленковић је зауставио возило у ком је био Предраг Колувија и како се он представио да је полицајац, а пошто га је Миленковић препознао, јер га оперативно обрађујемо годину дана, он јавља даље надређенима и одлучује да задржи Колувију, а мени јавља да са тимом одем на Јовањицу. | ” |
| — инспектор Душан Митић, у сведочењу пред Судом | |   |

Навод да га је тада Миленковић препознао, јер су о Колувији већ имали оперативна сазнања, дао је претходно и Миленковић. Када је проверена легитимација коју је Колувија показао, утврђено је да Колувија није припадник службе, односно да је легитимација лажна.
Милош Јуришевић и Љубомир Петровић, сведоци у поступку и инспектори на случају, тврдили су да лично нису имали сазнања о „Јовањици“ пре позива Миленковића.

## Инспектори и тужилац на случају

### Инспектор Слободан Миленковић
Инспектор Слободан Миленковић, на место начелника Четвртог одељења за борбу против дрога београдске полиције дошао је 2016. године. За заслуге у раду награђиван је више пута, а 2018. године председник Србије Александар Вучић му је на Видовдан доделио и орден.
Након навода изнетих од стране једног посланика опозиције о томе да је Колувија у време хапшења звао брата председника државе, Андреја Вучића, Миленковић се јавности обратио у јануару 2020. године истичући да такве тврдње нису тачне, а да, како је рекао, председник и његова породица немају везе са случајем „Јовањица“.
Поједини таблоиди су објављивали фотографије сусрета Миленковића са сарадницима. Миленковић је поводом медијских натписа у више наврата тражио дозволу да се обрати јавности, али му то није било одобрено.
Дана 4. марта 2020. пред Тужилаштвом за организовани криминал даје исказ чији делови постају део оптужнице „Јовањица 1“. Тада је о „Јовањици“ изјавио:
| „                                                    | То је стварно смејурија, па када сам ушао тамо први дан, по облику биљке, мирису, ја сам знао одмах да је марихуана, али 'ајде чекамо званично вештачење, чекамо да све радимо по ПС-у, по закону, по Уставу, да никога не угрозимо, можда човек стварно има неку дозволу... У периоду од годину дана (то би) можда била најорганизованија и најмоћнија финансијска група на територији Србије, то је рецимо, по мојим неким прорачунима, између 30 и 40 милиона евра годишње. | ” |
| — инспектор Слободан Миленковић, у исказу Тужилаштву | |   |

Након хапшења Колувије је више пута испитиван о свом раду, а у два наврата и полиграфски – поводом случаја „Јовањица“, заједно са колегом Душаном Митићем, када се показало да говоре истину. Према наводима извора недељника „Време“, али и сведочењу инспектора Митића, другом полиграфисању је присуствовао и мајор полиције и шеф полиграфиста у МУП-у Дејан Којић, брат шефа кабинета председника државе. Митић је о полиграфисању изјавио:
| „                                               | Имали смо полиграф месец дана после Јовањице. У јавности се причало да смо ишли на полиграф због случаја (заплене дроге) у Курсулиној улици на Врачару, а питања на полиграфу се нису односила на тај случај, већ су се тицала само Јовањице. Направљене су радне групе, које већ 30 месеци испитују рад IV одељења са акцентом на рад начелника Миленковића и мој рад. | ” |
| — инспектор Душан Митић, у сведочењу пред Судом | |   |

У октобру 2021, у једној емисији, директор полиције Владимир Ребић, изјавио је да су полицајци радили по закону, а да је то потврдио и полиграф, након чега је узео годишњи одмор, а у јануару 2022. отишао у пензију.
У октобру 2021. године, начелник београдске Полицијске управе, Веселин Милић, послао је решење Дирекцији полиције да инспектора Слободана Миленковића пребаци у Одељење за ратне злочине, али то решење у Дирекцији нико није потписао, а од тога се у међувремену одустало. Адвокат Миленковића, Зденко Томановић, тада је рекао да би премештај био „освета за храброст и поштовање закона“.
У августу 2023. инспектори Миленковић и Митић распоређени су на друга радна места, што је њихов адвокат у саопштењу оценио као „спречавање даље истраге и провере оперативних сазнања која воде до центара моћи у држави“, као и освету и притисак „пред долазеће сведочење“. Председник државе означио је то као део „регуларног посла којим се бави МУП“, односно „планирањем и систематизацијом“. Жалбе инспектора на ову одлуку су одбијене, а они ће поднети тужбу Управном суду, изјавила је њихова адвокатица.

### Инспектор Душан Митић
Као шеф оперативе Четвртог одељења за борбу против дрога, Митић је први указао колегама на то да је Колувија означен у „белој књизи“ полиције као наркодилер, односно да се бави, како Митић тврди, производњом и продајом сканка и да има високопозициониране контакте из којих ужива заштиту безбедносних служби.
Колувија је оптужио Митића да је покушао да га натера да за све оптужи брата председника Србије, Андреја Вучића, и бизнисмена Звонка Веселиновића. Како је тврдио, терали су га да њих оптужи, како би себе извукао. Тада је рекао да је оптужница монтирана, као и да су у позадини „интересне групе“:
| „                                                 | То је више била отмица. Питао сам зашто ме хапсе, нису хтели да ми саопште... Ова оптужница је монтирана. Разне интересне групе стоје иза овог. Кад сам ухапшен, питали су ме и за Безбедносно-информативну агенцију и шта ја петљам с њима. Митић ми је нудио да сарађујем са полицијом тако што ћу оптужити Андреја Вучића и Веселиновића, али нисам пристао да лажно оптужим и да лажно сведочим против породице Вучић. Помињали су директора БИА и да ли ја њему носим паре... Показали су ми слику Зорана Бабића и питали да ли га знам, као и шта сам с њим радио на имању. Рекао сам им да Бабића нисам знао пре његовог обиласка Јовањице. После су ми показивали слику Александра Вулина и питали ме шта петљам с њим, а чинило ми се као да је инспектор добијао инструкције преко телефона шта да ме пита... Неко константно покушава да им подметне и да од тога направи велику аферу. То није успело, али покушаји и даље трају. | ” |
| — оптужени Предраг Колувија, у одбрани пред Судом | |   |

Коментарисао је ово и председник државе оцењујући да се „неко плашио нечега што је могао да чује“, истичући да је важно да надлежни провере ове наводе. Нагласио је и да „много тога ту има интересантног“, а да он зна „какве су биле везе господина (Слободана) Миленковића са појединцима у МУП-у“.
У октобру 2021. полицији је пријављено да су наводно извесни људи из врха безбедносних служби разматрали како да криминализују, а потом и ликвидирају инспекторе Миленковића и Митића. Тужилаштво није поступило по овим наводима.
Правни заступник Миленковића и Митића у јулу 2022. истакао је да је „озбиљно забринут за безбедност свог клијента (Миленковића)“. Објавио је наводе да постоји план ликвидације, као и да су Миленковићу два члана СНС-а нудили мито од 100 хиљада евра и напредовање у каријери, ако се са њима „договори“ око „Јовањице“. Више јавно тужилаштво жалило се институцијама због Томановићевих наступа у јавности. У септембру 2023. Томановић је објавио да су инспектори добили заштиту припадника САЈ-а, што је потврдио и МУП, истичући да је то привремено. Инспектор Митић сведочио је о тврдњама да им је угрожена безбедност:
| „                                               | Од 2021. крећу ненормални притисци и то на чланове моје породице које је директно организовао (директор БИА Братислав) Гашић. Сазнајемо да је постигнут договор државних служби да нас ликвидирају. До тад сам носио пиштољ само на послу, а од тада се не одвајам од пиштоља и два оквира, чак и кад сам са дететом у парку и за све то време чекао сам безбедносну процену за нас. Та наша безбедносна процена је проглашена за службену тајну. | ” |
| — инспектор Душан Митић, у сведочењу пред Судом | |   |

На тврдње адвоката Боривоја Боровића да је Томановић „на мерама“ због његових клијената који су разоткрили „Јовањицу“ надлежни нису реаговали.
Митић је пред Специјалним судом сведочио у јуну и јулу 2023. године. Рекао је да су покушали да га подмите. Истакао је да им је намера била хапшење директора београдског центра БИА, Мирка Шкера, и директора БИА, Братислава Гашића, а да су се након што је Миленковић то изнео Тужилаштву „мултипликовали притисци“. Истакао је:
| „                                               | Телима смо бранили Јовањицу. Животи људи били су угрожени у том тренутку... До тада нисам имао искуства да држава у било ком случају угрожава лице места и безбедност мог рада и мојих колега. | ” |
| — инспектор Душан Митић, у сведочењу пред Судом | |   |

Бивша адвокатица Колувије, Зора Добричанин Никодиновић, рекла је Миленковићу да „прихвати место координатора“, јер је битно да је жив, тврди Митић.
Оценио је да је Јовањица „највећа фабрика сканка, вероватно и у целој Европи“. Додао је да је у питању „синергија криминала, државних структура, безбедносних служби“.

### Инспектор Милан Исаков
У октобру 2022. Исаков је био ухапшен због сумње да је злоупотребио службени положај и малтретирао две мушке особе, на шта је он у допуни исказа Тужилаштву алудирао рекавши:
| „                                                          | Ухапсили су ме само зато што сам ухапсио Колувију... Али ако су мислили да ће ме притвором застрашити и натерати да заборавим истину, неће. | ” |
| — инспектор Милан Исаков, у допуни исказа датог Тужилаштву | |   |

Милан Исаков је у септембру 2023. године пред Судом, као инспектор Четвртог одељења за борбу против дрога београдске полиције, сведочио да је „Јовањица“ – „фабрика дроге државних служби“ и „највећа фабрика сканка у овом делу Европе“, оцењујући да су „државне и политичке структуре на страни криминала“, а против њега и његових колега. Истог дана, након сведочења, против њега и још два лица је Више јавно тужилаштво подигло оптужницу за злоупотребу положаја и наношење телесних повреда, а поводом поменутог случаја из 2022. године.
Осврћући се на наводе о плану за ликвидацију инспектора Миленковића и Митића, рекао је да му је жао и да му није било пријатно што су ухватили „државу и државне органе у криминалу“, али да не може да верује да зато „неко покушава да ликвидира инспекторе“.

### Тужилац Саша Дрецун
Две оптужнице – „Јовањица 1“ и „Јовањица 2“, у овом случају, подигао је тужилац Вишег јавног тужилаштва Саша Дрецун. Окривљени и њихови браниоци у овом случају су га више пута прозивали, истичући да се, како тврде, на имању Јовањица није узгајала дрога, већ искључиво индустријска конопља.
Поједини медији су објављивали преписке између тужиоца и криминалаца, за које је накнадно утврђено да су монтиране са циљем да се он дискредитује. Упркос овоме, Дрецун се није јавно оглашавао поводом случаја.
За Дрецуна је инспектор Митић рекао на сведочењу пред Судом да је вршио притисак на полицију, да му је колега Милан Јуришевић пренео да је тужилац тражио да Колувија не буде првооптужени у предмету „Јовањица 1“, а да је, према Митићевој процени, одуговлачио са доношењем одлуке да сирове биљке треба посећи (донесена 20. новембра 2019. године) да би се осушиле и послале на вештачење. Рекао је:
| „                                               | (Инспектор) Миленковић је преко оперативне везе добио сазнања да су угрожени докази и рекао ми да је разлог одлагања сечења управо чекање да се објекти униште. Никада ми се није догодило да се сечење не уради одмах после узимања узорака. | ” |
| — инспектор Душан Митић, у сведочењу пред Судом | |   |

Дрецун је демантовао навод да је тражио да Колувија не буде првооптужени, истичући да је тражено да, како каже, Колувија буде означен као један од организатора.

## Јовањица 1
Специјални суд у Београду је, на предлог Тужилаштва за организовани криминал (ТОК), подигао оптужницу, написану на 396 страна, у мају 2020. године, против Предрага Колувије и још девет особа, а због сумње на удруживање ради вршења кривичних дела и неовлашћену производњу и стављање у промет опојних дрога.
У саопштењу МУП-а, поводом хапшења, наводи се заплена 649.4 килограма осушене марихуане и 65.581 стабљика сирове биљке, односно укупна тежина дроге у износу од 3.954 килограма. Према оптужници, на имању се, након сушења сирових биљки, заправо налазило 1.6 тона марихуане и сканка.
Колувија је у оптужници означен као вођа организоване криминалне групе, а оптужено је још девет других особа, запослених на имању:
- Сергеј Мрђа,
- Владан Живојиновић (1964),
- Бранислав Миљевић (1982),
- Здравко Милошевић (1980),
- Стеван Холић (1982),
- Вуле Бојовић (1984),
- Петар Живановић (1994),
- Петар Хрицај (1979),
- Бобан Јовановић (1976).[1][2][3][6]

Подизању оптужнице претходила је истрага у којој је урађено више вештачења мобилних телефона и саслушано преко шездесет сведока. Обављени су бројни претреси и издато је на десетине наредби. Током претреса су пронађени ометачи за комуникацију мобилним телефонима, пушке за „скидање“ дронова, сигурносне камере, али и пиштољ и револвер.
Колувија је оптужен да је од 14. маја 2016. до 14. новембра 2019. године организовао криминалну групу, а његова улога је била, како наводи оптужница, обезбеђивање и инсталирање опреме за узгајање листа, грана и цветова канабиса у вештачким условима, као и опреме за сушење, размеравање, вакумирање и паковање дроге. Окривљен је и за издавање наређења другим оптуженима.
Према речима инспектора Слободана Миленковића, ради се о фабрици марихуане која се простирала на 12 хектара:
| „                                                      | Када су ушли у просторије 'Јовањице', наишли су на нешто што није виђено у целој Европи - фабрика марихуане на 12 хектара са најсавременијом опремом која може да постоји у овом тренутку. | ” |
| — инспектор Слободан Миленковић, цитира се у оптужници | |   |

Према наводима из оптужнице, у пластеницима на Јовањици развијена је плантажа канабиса у девет хангара, док је испод земље откривено десет лабораторија сканка и две сушаре, при чему је у те лабораторије, како се наводи, могло да уђе тек неколио радника обучених у специјална одела са рукавицама и хирушким маскама. Оптужени су негирали кривицу. Колувија је тада изјавио да је у подземне просторије силазио он, али да му није познато када је сушара инсталирана, као и да је са узгојем биљака започео 2019. године, те да није гајио опојну дрогу, при чему, како каже, има све дозволе које то доказују. Није имао дозволу да суши биљке, али је рекао да су их сушили да се провери њихова „генетика“.
Тужилаштво тврди да је истрагом утврђено да се на „Јовањици“ од 2016. године производила марихуана, по изгледу слична индустријској конопљи, али са много већим уделом ТХЦ-а. Подаци из оптужнице указују и да су се Колувија и одтали бавили нарко-бизнисом десет година, а да су дрогу извозили широм региона, али и у земље Европске уније.
Тужилац, Саша Дрецун, наложио је три независна вештачења биљака са имања Јовањица, и сва три су, како стоји у судским списима, показала да биљке поседују висок проценат ТХЦ-а, као и да се на имању производио сканк. Већина биљака садржала је концентрације ТХЦ-а изнад 0.3 процента, а неке и неколико пута веће концентрације, како стоји у оптужници, а што их по закону карактерише опојном дрогом. Колувијина одбрана је сматрала да су вештачења вршена неакредитованим методама, а он је рекао да је већи проценат ТХЦ-а последица климатских разлога, али и могућег „стреса“ биљака, а не његове воље, стоји у оптужници.
У подруму имања пронађен је роковник са натписом „Госпођа зелена“, у коме се водила евиденција од 14. маја 2016. године о времену, количини и врсти сканка који се производио, стоји у оптужници. Врсте сканка носиле су називе: „Red Dragon“, „Silver сканк“, „ЦИА БИА“, „Pain Killer“, „Горила“ и „Шугер Поп“.
Приватна фирма „Органик контрол систем“ задужена за проверу онога што се гаји на плантажама то није радила, већ се бавила само врстама пестицида и ђубрива које се на имању користе, тврди се у оптужници. Контролор ове фирме 9. јуна 2019. саставио је извештај да је обилазећи три пластеника, у присуству Колувије, утврдио да се узгаја индустријска конопља, пише у оптужници. Тужилаштву је рекао да није могао да утврди тачну сорту јер је биљка била млада, да то није на њему, као и да нису узети узорци.
Суђење је почело 7. октобра 2020. године.

### Изузимање доказа о више од пола тоне марихуане
Судско веће на челу са судијом Зораном Ганићем одлучило је да из оптужнице издвоји бројне доказе прикупљене 18. новембра 2019. године на имању Јовањица, а међу њима и доказе о преко пола тона заплењене марихуане. Одлука је донета прво у новембру 2022. године, када ју је, након жалбе Тужилаштва, Апелациони суд вратио на поновно одлучивање. Иста одлука је донета у септембру 2023. године, а Тужилаштво је упутило жалбу и на ову одлуку Апелационом суду 10. октобра 2023. године.
Одлука је образложена тиме да ни Колувија ни његов адвокат нису присуствовали претресу, нису били обавештени о њему нити им је предата наредба, што је, како истиче веће, супротно закону. Инспектори Милош Јуришевић и Љубомир Петровић су, пак, навели да је акција била хитна, јер су имали „оперативна сазнања да би могло доћи до уништавања доказа на имању Јовањица“. Истакли су да су им полицијски службеници пренели да имање надлећу дронови непознатог порекла. Инспектор Митић поновио је наводе колега да је Колувијина адвокатица рекла да не може да дође, а да је сувласника „Јовањице“ Александра Анђића покушао да телефоном добије инспектор Петровић, али се он, тврди, није јављао. Додао је да су уз консултацију са судијом и тужиоцем обавили претрес у присуству две особе запослене на Јовањици, а услед сазнања да докази могу бити уништени.
Међутим, у записнику са претреса не стоји напомена о овим појединостима, на шта су указали адвокати окривљених, али и заменик тужиоца. Инспектори Јуришевић и Петровић рекли су да су тада сматрали да то не треба писати будући да у новом формулару није предвиђено место за такве белешке. Исте наводе дао је и инспектор Митић.

### Окривљени

#### Првоокривљени Предраг Колувија
Предраг Колувија, већински власник фирме „Јовањица“, у јавности се представљао као одговорно лице ове фирме, али и као побожан човек, произвођач органске хране и индијске конопље, за чију је производњу дозволу добио шест месеци пре хапшења. У одбрани пред Судом, рекао је:
| „                                                 | Ја сам Србин, идем у цркву, то ми највише и недостаје. Нисам никакав Црногорац или нешто тако. Чим сам дошао (из родне Немачке), пољубио сам земљу. Упознао сам своју жену, Српкињу, и због ње сам хтео да останем, а не као моји неки пријатељи да оженим странкиње. | ” |
| — оптужени Предраг Колувија, у одбрани пред Судом | |   |

Колувија је рођен у Немачкој, а пре доласка у Србију, почетком 2000. године, у родној земљи је осуђиван као вишеструки преварант, као и у Италији – због недозвољеног држања оружја. Против Колувије је, и пре хапшења у случају „Јовањица“, био покренут поступак пред Вишим судом у Србији због шверца кивија.
Кум Предрага Колувије, Владан Лазовић Лаза, је у мају 2012. године у полицијској акцији „Цепелин“, у којој је учествовала и америчка ДЕА, ухапшен у групи од пет особа због сумње на производњу и дистрибуцију сканка. У акцији је заплењено 270 килограма сканка, 200 килограма сирове марихуане вредности око милион и по евра, као и оружје, експлозив и 200 хиљада евра. Према наводима полиције, тада је пронађена и лабораторија за производњу дроге, коју је организована криминална група предвођена Лазовићем продавала у Србији и на европском тржишту. Током претреса „Јовањице“ полиција је у радном столу Колувије пронашла фотокопију Лазовићевог пасоша и примерак оптужнице због које је Лазовић завршио у затвору.
Колувија је у кућном притвору уз меру ношења наногице, од 24. септембра 2021, када је пуштен из затворског притвора у ком се налазио од хапшења у новембру 2019. Виши суд је одлучио 15. јуна 2023. да му и ту меру укине заменивши је мером забране напуштања боравишта, уз обавезу јављања у надлежну станицу полиције.
У обраћању из кућног притвора, Колувија је рекао да је био отет, а не ухапшен, те да није пристао „на неке понуде фирме Филип Морис“, додајући да су нудили да купе његову фирму. Његова адвокатица тврдила је да је то био „почетак проблема Колувије“. Компанија Филип Морис је одбацила ове оптужбе.
У гостовању на телевизији „Хепи“ рекао је да је срамота што је био у притвору тако дуго „ни за шта, за нечију глупост, за нечији хир, зато што неки тамо напада државу“, због чега, сматра, нико није смео да га пусти из притвора.

#### Другоокривљени Сергеј Мрђа
Сергеј Мрђа је другоокривљени у поступку „Јовањица 1“, кум Предрага Колувије и управник имања Јовањица. У време хапшења Колувије једини је од деветорице осталих осумњичених који није био ухапшен, јер је побегао, а за њим је расписана међународна потерница и покренута интензивна потрага, како је саопштио МУП.
У фебруару 2022. године га је, након притиска јавности, Босна и Херцеговина изручила Србији, након чега је завршио у притвору.
Мрђа је хапшен и 2011, и то од стране мађарске полиције, уз једног сарадника, а због наводног покушаја шверца око тридесет килограма сканка. Поступак је био покренут пред Судом у Сегедину, али се Мрђи након изласка из затвора „изгубио сваки траг“, пише недељник „Време“.

#### Остали окривљени
Владан Живојиновић је, према оптужници, контролисао производњу марихуане на имању. Здравко Милошевић, тужилаштво каже, имао је задатак да чува осушену марихуану спремну за продају, а у ресторану „Јовањица“ који је основао са Колувијом полиција је пронашла 1.6 килограма марихуане, за коју је Милошевић рекао да је није добио од Колувије, већ је семе и опрему купио на вашару, а затим је марихуану, како тврди, лично произвео и сушио. И код оптуженог Стевана Холића полиција је пронашла марихуану, и то 340 грама, у породичној кући.

## Јовањица 2
Упркос негативној медијској кампањи према тужиоцу Саши Дрецуну и инспекторима који су покренули случај, ипак је током 2022. године подигнута и друга оптужница против Предрага Kолувије и других – „Јовањица 2“, а након оглашавања Европског парламента који је указао српским властима да прати случај „Јовањица“.
Почетком јула 2020. године уследила су нова хапшења у случају „Јовањица“. Већи део акције извео је сектор унутрашње контроле полиције, при чему је ухапшено више припадника полиције и БИА, док је за официром Војнообавештајне агенције (ВОА) расписана потерница. Поред Колувије, који је означен као организатор групе, у поступку „Јовањица 2“ обухваћени су и поменути припадници МУП-а, БИА и ВОА – и то:
- Милан Kендија – припадник Одељења за обезбеђење одређених функционера и објеката МУП-а,
- Зоран Баштовановић – инспектор и бивши шеф Одељења за борбу против корупције,
- Радован Бојовић – инспектор МУП-а за сузбијање привредног криминала у београдској полицији,
- Александар Тошић – припадник БИА,
- Бранислав Радосављевић – припадник БИА и МУП-а,
- Саша Вујисић – припадник ВОА (у бекству),

као и два цивила – Славиша Милинковић и Милош Тофиловић. Оптужница припаднике безбедносних служби терети да су прикривали операцију производње дроге, као и да су пружали заштиту Колувији.
У оптужници предмета „Јовањицa 2“ цитирани су разговори између окривљених путем тајне апликације „Разговор“, а из којих се у оптужници закључује да су они достављали поверљиве податке Колувији, обезбедили му лажну службену легитимацију и документа, обезбеђивали имање, пружали заштиту и планирали како да утичу на полицију и медије након његовог хапшења.
Као сведок у поступку, Марко Раичевић, бивши инспектор Одељења за борбу против наркотика београдске полиције, истакао је да се заједно са окривљенима Сашом Вујисићем, Радованом Бојовићем и Александром Тошићем, и још тројицом људи, у јануару 2019. састао са Колувијом у Македонији, одакле су отпутовали на Хиландар. Потврдио је да су се окривљени код њега распитивали о акцијама Четвртог одељења и начелнику Слободану Миленковићу.
Тужилаштво наводи да је још у јуну 2019. пронађена „дрога са Јовањице“, када је ухапшен Миодраг Познан, звани Столар, на граничном прелазу Прешево, и када је пронађено око 30 килограма марихуане. Наводи се и да су чланови групе обилазили Познана, и пазили да „не проговори“, као и да је Колувија покушао да утиче да се пресуда Познану на шест година затвора укине:
| „                                                                     | Био Славче код Столара. Ни са ким није причао. Чисто да знаш. (...) У суботу идем са Совом (окривљеним Сашом Вујисићем) до тих у Ниш. Не вреди, морам ја лично. Не може без пара. | ” |
| — оптужени Предраг Колувија, у апликацији „Разговор“, према оптужници | |   |

Суђење на предмету „Јовањица 2“ није почело ни након више година од подизања оптужнице, а услед разних опструкција попут: недоласка адвоката одбране, одмора, болести и тражења изузећа судије. Припремно рочиште отказивано је више од двадесет пута, а једино је одржано у терминима у јуну 2021. и септембру 2023, али и даље није завршено у целости.
Тужилац Дрецун упозорио је да ће ова ситуација учинити да се предмет „Јовањица 2“ удаљи од предмета „Јовањица 1“, ако се предмети не споје, али судија Зоран Ганић одлучио је да одлуку о евентуалном спајању предмета препусти судском већу које ће је, пак, донети тек након што се одрже припремна рочишта за „Јовањицу 2“, што се још није десило.

### Апликација „Разговор“
Окривљени Колувија је приликом хапшења код себе имао четири телефона. Миленковић је истакао да је Колувија дао шифре за три телефона. Четврти телефон, марке „Блекбери“ није вештачен јер је, како се тврди, претходно осам пута унета погрешна шифра, па је остало само два покушаја за његово откључавање, и као такав није могао бити доведен у мод за учитавање садржаја.
Одељење за високотехнолошки криминал разбило је шифрарник апликације за тајне разговоре испитивањем телефона окривљених, а преко које су они, како се наводи у оптужници, договарали узгој и дистрибуцију дроге.
У оптужници се истиче:
| „                                  | Окривљени Предраг Колувија био је толико сигуран да му органи гоњења неће открити скривену апликацију за конспиративну комуникацију да је добровољно полицијским службеницима предао мобилни телефон са шифром. Мобилни телефон је био предмет вештачења, када је откривена апликација са интерфејсом дигитрона, у који је било неопходно унети шифру како би се приступило кореспонденцији шифрованих корисника, који су били означени кодним именима… Апликација је успешно декодирана, чиме су идентификовани сви корисници, међу којима су били и припадници организоване криминалне групе. Увидом у преписку апликације утврђује се да су припадници организоване криминалне групе имали јасно дефинисане улоге. | ” |
| — тужилац Саша Дрецун, у оптужници | |   |

Делови порука које су Колувија и остали оптужени размењивали цитирани су у оптужници, а између осталог из порука се закључује да су:
- водили рачуна да при паковању дроге не остану њихови трагови,
- апликацију поседовали само високо рангирани чланови ове, како се у оптужници наводи, криминалне групе,
- апликацију поседовали телефони 51 особе, при чему нису сви они и окривљени за учествовање у узгоју марихуане.[3]

Инспекторе је, како сведочи један од њих, шокирала и комуникација припадника групе, а не само количина заплењене дроге:
| „                                                    | За службенике Четвртог одељења, Републику Србију, а можда и у Европи, ово је једна од највећих заплена опојних дрога. Сам начин комуникације има највиши ниво заштите. Ради се о једној напредној апликацији, сам систем који није качен на неке спољне сервере, него развијени сервер у самој фирми, представља највиши степен, односно ниво који су они до сада видели посматрајући и радећи на хапшењу лица која врше продају опојних дрога. | ” |
| — инспектор Љубомир Петровић, у сведочењу пред Судом | |   |

Један од сведока, Милан Ђекић, рекао је да је Колувија одредио да сви радници (на имању Јовањица) у тој апликацији имају „кодна имена“. Рекао је да је он као и сви остали радници обрисао ту апликацију након хапшења Колувије, и то не зато што их је неко саветовао, већ, тврди, зато што се причало да тако треба.
Одбрана је оспоравала садржај апликације, тврдећи да су поруке мењане и додаване, а фотографије пронађене након хапшења Колувије.

#### Преписка из оптужнице о страху од остављања ДНК трагова
Након што је сазнао за вест о хапшењу Драгана Милошевића у октобру 2019. године, Колувија се забринуо јер је постојала шанса да је на заплењеној дроги ДНК његовог сарадника Стевана Холића, наводи се у оптужници. Тада му је оптужени инспектор МУП-а, Радован Бојовић, написао:
| „                                                                    | Мало сам се распитивао... То је одрадио један Владица из Четвртог (одељења полиције) са три нова клинца. Бата што је пао се бранио ћутањем, а да ли је ван записника лајао њима могу тек у среду видети, јер се човек који је добар са Владицом враћа у среду на посао. | ” |
| — оптужени Радован Бојовић, у апликацији „Разговор“, према оптужници | |   |

На наводе Колувије да је могуће да је ДНК Холића остао на заплењеној дроги, Бојовић пита о ношењу рукавица, на шта Колувија указује да рукавице носе, па додаје „и увек пребришу детерџентом“, наводи оптужница.
Колувија је затим, тврди оптужница, наговарао полицајца Бојовића да подмити људе у лабораторији, а сведок Тужилаштва навео је да се Бојовић распитивао код њега о „манипулацијама биолошким траговима“. Колувија је том приликом, тврди оптужница, написао Бојовићу следеће:
| „                                                                     | Је л’ можемо платити да замене тај ДНК који је нађен? Чуо сам да ови у лабораторији то раде. У зависности од дела, од 2.000 до 5.000 евра наплаћују. | ” |
| — оптужени Предраг Колувија, у апликацији „Разговор“, према оптужници | |   |

### Окривљени

#### Колувијин телохранитељ и возач Милош Тофиловић
Тофиловић је био возач Колувијиног аутомобила са блинкерима дана 13. новембра 2019. године када је Колувија ухапшен, а случај „Јовањица“ званично почео.
Ухапшен је у јулу 2020. године, истовремено са припадницима полиције и БИА. Рођак је једног од ухапшених, Милана Кендије, припадника полиције, који је Тофиловића запослио као телохранитеља и возача Предрага Колувије у јулу 2019. године.
Након два месеца у притвору, одлуком судије Вишег суда Милана Дилпарића, Тофиловић је пуштен 17. септембра 2020, услед процене да нема опасности да понови кривично дело. Почетком фебруара 2021. године ухапшен је поново, у заједничкој акцији америчке агенције ДЕА, српске и бугарске полиције, због шверца хероина.
Специјално тужилаштво у Београду 16. јула 2021. године Тофиловића препушта нижој инстанци – Вишем јавном тужилаштву у Нишу. Након нешто мање од месец дана, 12. августа исте године Тофиловић је пуштен из притвора да се брани са слободе.

#### Полицајац Милан Кендија
Оптужени Кендија је полицајац и припадник Одељења за обезбеђење одређених функционера и објеката. Својевремено је обезбеђивао и директора полиције Милорада Вељовића, али и председника Вучића током једне посете Косову и Метохији. Он је, према опужници, био задужен за обезбеђење обојеката на имању.
Према сведочењима инспектора, током првог претреса имања Јовањица у новембру 2019. године Милан Кендија је међу првима стигао и код полиције се распитивао о ухапшеном Колувији. Према оптужници, Кендија је замолио да информација не изађе у медије, а навео да има однос службеног типа са Колувијом.
Уочи хапшења, Кендија је о случају „Јовањица“ написао писмо председнику Србије Александру Вучићу, али пошто није стигао да га пошаље, оно је постало део судских списа. Садржај писма, на упит новинара, Суд није доставио јер би, како су рекли, то могло „озбиљно да омете даље вођење и окончање судског поступка“.

#### Инспектор Радован Бојовић
Бојовић, окривљен у оптужници „Јовањица 2“, обавештавао је Колувију о исходу судског поступка који се водио против његовог брата Вулета Бојовића, окривљеног у случају „Јовањица 1“, а који је ухапшен за наводни шверц сканка у Хрватској, неколико година пре откривања случаја „Јовањица“.
Један је од оних, према оптужници, који је страховао од тога да случај изађе у медије. Према оптужници, у апликацији „Разговор“ је написао: „Медији су сада најважнији, да не оде (вест о хапшењу). Војне службе и БИА могу да стопирају медије.“ 

#### Припадник БИА Александар Тошић
Један од окривљених у случају „Јовањица 2“, Александар Тошић, је према наводима инспектора дошао и замолио да се информација о хапшењу Предрага Колувије не пушта у медије, а да је „БИА упозната са оним што се дешава на Јовањици“.
Како је инспектор Митић сведочио, радници на имању које су затекли при претресу су се позивали „на војску, на БИА, на неке бивше припаднике специјалних јединица“.
Тошић је, тврди Тужилаштво, проверавао ко су људи које Колувија жели да запосли на имању, власнике аутомобила за које је Колувија сумњао да га прате, као и људе са којима жели да се сретне. У једној поруци написао је Колувији: „Увек имамо идентификацију људи што је јако важно да будемо корак испред“, пише у оптужници.

#### Припадник БИА Бранислав Радосављевић
Радосављевић је радио у БИА све док није пребачен на привремени рад у полицији као асистент бивше државне секретарке МУП-а Дијане Хркаловић, на њен захтев.
Према оптужници, сумња се да је Колувији омогућио да користи регистарске таблице Управе криминалистичке полиције како би дрогу превозио без страха од хапшења. У порукама у апликацији „Разговор“ упитао је Колувију једном приликом да ли је ставио таблице, а Колувија је одговорио: „Да, ставили смо таблице.“ Тужилаштво је утврдило да је таблице 2017. године задужио полицајац Мирко Бранић, који је тада радио за Дијану Хркаловић, али он тврди да је урадио то „самовољно“, пише у оптужници.
Из преписке међу члановима групе сазнаје се да је потенцијалне Колувијине непријатеље прислушкивао и неовлашћено проверавао њихове податке.
У Радосављевићевом стану је током претреса пронађено око 50 хиљада евра и више пакетића са кокаином, спремним за продају. На питање инспектора да ли је у питању дрога, одговорио је да је у питању лек који је користио његов покојни отац.
Радосављевић се код Дејана Миленковића Багзија, оптуженог заједно са Дијаном Хркаловић у једном другом случају, а сведока у поступку „Јовањица 2“, распитивао чији дронови лете изнад имања Јовањица. Реч је о дроновима које су виђали и инспектори док је трајао претрес имања, након Колувијиног хапшења.
Радосављевић је Багзија упознао са Колувијом ког је том приликом довео у Службу за специјалне истражне методе, а Багзија препоручио да им буде сарадник за Северну Македонију, наводи недељник „Време“. Додају, Багзи је био начелник поменуте службе у време кад је полиција вештачила Колувијине телефоне.

#### Официр ВОА Саша Вујисић
Окривљени Саша Вујисић је у време отпочињања случаја „Јовањица“ радио као официр Војнообавештајне агенције. Дана 25. новембра 2019. године, након Колувијиног хапшења, он напредује у ВОА и прелази у центар за усавршавање оперативаца.
Према оптужници, Вујисић је Колувији прибавио лажно решење Војнообавештајне агенције, које је пронађено претресом, а према ком је Колувија означен као потпуковник ове агенције. Вујисић је овиме фалсификовао потпис директора и злоупотребио печат агенције, наводи се у оптужници. Крајем новембра 2019. против њега је по истом основу покренут дисциплински поступак у ВОА.
Непосредно након покретања дисциплинског поступка Вујисић је напустио Србију упутивши се у САД, а већ у јануару 2020. године је Министарство одбране наредбом прекинуло његов радни однос, јер се на послу није појавио пет дана заредом.
Пошто је у бекству, за њим је расписана црвена Интерполова потерница, али и упркос десетинама ургенција српских институција, америчке власти не изручују Вујисића нити образлажу своју одлуку.
Вујисић је раније био сарадник једне криминалне групе – предвођене Небојшом Којадиновићем, али се нагодио са тужилаштвом да добије условну казну, наводи према својим сазнањима новинарска мрежа КРИК. Додају, Вујисић је у новембру 2017. године споразумно признао кривицу за утају пореза пред тужитељком Тужилаштва за организовани криминал Тамаром Ристић, због чега је осуђен пред Вишим судом у Београду на условну казну, новчану казну од 420 евра, али и да држави плати утајени порез. И након овога наставио је да ради у ВОА све до јануара 2020.
У сведочењу, инспектор Митић истакао је да је Вујисић инспектору Миленковићу рекао да случај „Јовањица“ неће угледати светлост дана:
| „                                               | Вујисић је по откривању 'Јовањице' позвао начелника Миленковића на састанак. После тога, Миленковић ми је пренео да је припадник војнообавестајне агенције Саса Вујисић рекао да је 'Јовањица' пројекат БИА и ВОА и да неће угледати светлост дана. | ” |
| — инспектор Душан Митић, у сведочењу пред Судом | |   |

Из дела исказа Слободана Миленковића добија се више детаља:
| „                                                          | Човек ме је позвао, видим да се упаркирао мало даље, дошао је, мислим позвао ме колегијално, а дошао је као да се налази не знам са ким, претпостављам да је био озвучен, видим да је намештао ону ролку, замало се није удавио тамо, (...) ја сам био благо речено у шоку. Не знаш у шта си упао, ово је заједнички пројекат ВОА и БИА, уствари рекао је да је његов пројекат ВОА-е и БИА-е, а као да је он главни у целој тој причи за организацију целог посла. Такође ми је рекао да ће се то наћи сутра на тачки дневног реда неког њиховог одбора тамо у Војсци, и такође ми је рекао, када сам му рекао да су биљке (пронађенe на Јовањици) већ узорковане пошто је већ био 17. (новембар) да је вероватно све опојна дрога, он ми је на то рекао да ће он преко БИА-е затворити сутрадан у Специјали (жаргонски израз за Специјални суд и тужилаштво) да то вештачење покаже да не буде опојна дрога. | ” |
| — инспектор Слободан Миленковић, у исказу пред Тужилаштвом | |   |

## Контроверзе у случају
„Јовањица“ је од државне Агенције за финансирање извоза добила бар три кредита у вредности од 3.9 милиона евра. Била је донатор БИА. Поменуто имање ранијих година посетили су и промовисали бројни функционери и политичари, а ставове Колувије бранили су и представници власти, док су критиковали рад инспектора и говорили да је „прича о Јовањици измишљена“.

### Закаснело саопштење полиције о заплени дроге
Иако се радило о заплени дроге, случај „Јовањица“ у јавност је изашао као сервисна информација, у појединим медијима, а затим се огласио и посланик и опозициони политичар Мирослав Алексић. Он је тада упитао о потенцијалној умешаности полиције у производњу марихуане, као и зашто није МУП обавестио јавност. МУП се затим огласио саопштењем и потврдио наводе о заплени дроге на имању „Јовањица“, о хапшењу групе људи и о лажној легитимацији пронађеној код ухапшеног Колувије. Ова околност у јавности је изазвала сумњу да се у случају нешто „прикрива“.

### Наводи о позиву Колувије и брата председника Србије
Као народни посланик, Мирослав Алексић се огласио поново, а након што је случај „Јовањица“ добио пажњу јавности, са питањем: „Да ли је Колувија током хапшења звао Андреја Вучића?“ Због ових навода брат председника Александра Вучића, Андреј Вучић, тужио је Алексића. Суд је утврдио да се позив никада није десио.
Негирали су овај контакт и Колувија, и министар Небојша Стефановић, a и председник Србије, који је 2019. године рекао: „Он (Андреј Вучић) никада није чуо ни видео тог човека, никада нећете видети никакве доказе.“ Навео је да су он и брат били спремни на полиграф да би „људи схватили како фабрике лажи функционишу“.
Један од инспектора који је покренуо случај „Јовањица“, Слободан Миленковић, се јавности обратио у јануару 2020. године истичући да, како је рекао, председник и његова породица немају везе са случајем „Јовањица“.
Новинарка Јелена Зорић, која је пратила цео случај, навела је да је, према њеним сазнањима, ова информација била лажна, да таквог контакта није било, већ да је служила да се скрене пажња са потенцијалних веза Колувије и шефова служби БИА и ВОА. Она је тада изнела и тврдњу да је тадашњи директор БИА Братислав Гашић био у контакту са сувласником „Јовањице“, Колувијом.

### Председник Србије стао у одбрану Предрага Колувије
О случају „Јовањица“ председник Србије Александар Вучић више пута је јавно говорио. Једном приликом, у октобру 2021. године бранио је оптуженог Колувију:
| „                                                                   | Ако погледате, има ту неколико веома интересантних ствари. Нећу да улазим у детаље зато што никад са сигурношћу не могу да кажем да ли је нешто тачно или није. Прво, тај човек је провео две године у притвору, не постоји сличан случај да је човек за такво кривично дело био две године у притвору, а да се притом води хајка зашто није и даље у притвору. Врло чудно, сложићете се, јер он није убио никога, није имао 10 тона кокаина или нешто слично, већ, колико сам разумео, тону марихуане, коју су пола окружења, Немци и остали легализовали. Што он такође негира да је имао уопште, али није ни важно чак и да је имао. Али две године да проведете у притвору за тако нешто; очигледно се неко плашио онога што би могло да се чује. | ” |
| — председник Србије Александар Вучић, у изјави за телевизију „Пинк“ | |   |

У једном другом наступу Вучић је истакао да је „прича о Јовањици потпуно измишљена“. Поновио је тада да нема везе са тим, а затим навео да има сумње да је било „спољних и других криминалних утицаја“, али да не може да потврди уплетеност неке компаније. Колувија је касније те године изнео оптужбе на рачун компаније Филип Морис, која их је демантовала.

### Функционер државе и странке на власти као бранилац Колувије
Владимир Ђукановић, народни је посланик СНС-а, председник Скупштинског одбора за правосуђе, па тиме и члан Државног већа тужилаца и Високог савета судства, али и адвокат – и то бранилац Предрага Колувије и Милана Кендије у случају „Јовањица“. Као члан Високог савета судства утиче на избор судија, али и на дисциплинско кажњавање тужилаца, док као посланик бира тужиоце.
Као водитељ емисије таблоида „Објектив“ лично је интервјуисао Колувију, након што је у он у октобру 2021. године пуштен у кућни притвор. Председник Србије осудио је медије који су овај интервју критиковали, уз оцену да се „види паника код тајкунских медија и тајкуна око тога шта ће Колувија да каже“.
Ђукановић је, у једном другом случају, бранилац бивше државне секретарке МУП-а Дијане Хркаловић оптужене за трговину утицајем, а која је током гостовања у емисији „Објектива“, али и на телевизији „Хепи“, оптужила министра Небојшу Стефановића, али и инспектора Миленковића да су „монтирали Јовањицу“, а да инспектор „ради дрогу“. Наводе о инспектору узео је да испита Сектор унутрашње контроле полиције, а по налогу Вишег јавног тужилаштва.

### Текст немачког магазина „Вајс“ о случају „Јовањица“
У новембру 2021. године немачки магазин „Вајс“ (енгл. Vice) истакао је да је увидом у резултате званичне лабораторијске анализе, урађене 16. децембра 2019. године, закључио да биљке узгајане на имању Јовањица имају 0.54 одсто ТЦХ-а, што је, према оцени магазина, ниска вредност у односу на оно што траже љубитељи марихуане. Истиче магазин и да то јесте изнад законских 0.3 одсто, али, како су навели, „ни изблиза није права вутра“.
„Вајс“ у тексту доводи у питање намеру Колувије да произведе марихуану, услед ове вредности ТХЦ-а. Цитира и неименовани извор у немачкој амбасади у Београду који, како тврде, сматра неуобичајеним да је Колувија у притвору више од две године због „повишене вредности ТХЦ-а индустријске конопље“.
Овај текст базиран је на извештају који јесте део оптужнице „Јовањица 1“, који је вештачио десет узорака, али према другом вештачењу, из марта 2020, које је такође део оптужнице, а на шест других узорака, утврђене су вредности за ТХЦ између 4.93 и 17.54 одсто, наводи на основу увида у оптужницу „Дојче Веле“.
Текст „Вајса“ преузели су таблоиди, уз сензационалистичке наслове попут: „Канабис из Јовањице није дрога.“ На телевизији „Хепи“ текст је поменут председнику Србије, који је без коментарисања текста изнео оцену да је случај „Јовањица“ хибридни рат против њега и његове породице. Премијерка Србије се у јуну 2023. осврнула на текст „Вајса“:
| „                                                   | Немачки Вајс каже да је канабис из Јовањице преслаб да буде дрога, и где је ту афера, и где нестаде Андреј Вучић и откуд сада (министар Братислав) Бата Гашић. Толико о афери о којој су нас провлачили и провлаче... Све су то измишљене афере. Јовањица није афера... | ” |
| — премијерка Србије Ана Брнабић, у Скупштини Србије | |   |

### „Јовањица“ добила милионске кредите државе
Пољопривредно имање Јовањица добило је од 2016. најмање три кредита од државне Агенције за осигурање и финансирање извоза. Износ кредита је, према анализи новинара „Инсајдера“, 3.9 милиона евра. Агенција није коментарисала ова сазнања.

### „Јовањица“ као донатор БИА
Братислав Гашић рекао је да је преко града Београда „Јовањица“ донирала 261 хиљаду динара намештаја за испоставу БИА Стари град. Гашић је то правдао тиме да је донација, како тврди, дошла преко Колувијиног пријатеља (Александра) Тошића, који је ухапшен заједно са њим (и оптужен у предмету „Јовањица 1“).

## Неистражени аспекти случаја и везе са службама

### Токови новца, транспорт дроге и привредни криминал
Оптужнице „Јовањица 1“ и „Јовањица 2“ подигнуте су са циљем да се расветле наводи о производњи марихуане и деловању групе Предрага Колувије. Никада нису истражени финансијски токови новца, путеви транспорта дроге, као ни привредни криминал у овом случају, а окривљенима никада нису постављана питања у о вези са овим.
Према подацима из истраге, продаја сканка са имања Јовањица месечно је доносила приход од 300 хиљада евра. Међутим, токове новца, незванично, преноси „Време“, истражује тужитељка која наводно застрашена чека одлазак у пензију, а наводно је исти случај и код тужиоца који истражује аспект привредног криминала у овом случају.

### Политичка позадина и „Јовањица 3“
У медијима и јавности помиње се тзв. предмет „Јовањица 3“, који би оптужницом требало да обухвати шефове цивилних и војних служби, политичаре и остале који су били потенцијални заштитници Предрага Колувије и његових сарадника, али до данас тај предмет није покренут, а евентуална политичка позадина случаја није утврђена.

### Потенцијалне везе Колувије и Мирка Шкера
Мирко Шкеро био је начелник београдског центра БИА у време док би требало да је у „Јовањици“ трајала производња и продаја дроге, али је смењен, због пропуста у раду, али не у вези са случајем. Тужилаштво га о овом случају никада није саслушало.
Према наводима недељника „Време“, Шкеро је био виђен у друштву Предрага Колувије док су ручавали у ресторану „Звездара театар“, а након тих ручкова би припадници полиције и БИА, који су међу оптуженима, добијали нова задужења на Јовањици, о чему сведочи комуникација њих и Колувије путем тајне апликације „Разговор“. Наводи се и да је са Шкером Колувија разговарао директно, путем „Вајбера“. Шкеро поводом ових навода никада није позван на информативни разговор.
Према наводима новинарке Јелене Зорић, управо је Шкеро био извор лажне тврдње појединаца у опозицији да је брат председника државе добио позив од Колувије.
Опозициони политичар Мирослав Алексић упитао је 2021. године и да ли је Шкеро био „главни организатор нарко бизниса на Јовањици“. Шкеро Алексића није тужио, а БИА се није огласила у вези са овим наводима.
У сведочењу пред Судом, у јуну 2023. године, инспектор Душан Митић изјавио је да је Мирко Шкеро преко телефона тражио од инспектора Миленковића да случај не изађе у јавност, наводећи да је тако рекао Братислав Гашић, тадашњи директор БИА. Тада је истакао да је њихова намера била хапшење Мирка Шкера и Братислава Гашића. Из исказа инспектора Миленковића у марту 2020. године у оптужници је избачен део у коме помиње сазнања о улози Мирка Шкера, а где каже:
| „                                                    | Не, он (оптужени Александар Тошић), морам да будем искрен, он није рекао да ми не поступамо или нешто, он је човек рекао да човек (Колувија) има сарадњу са БИА, да га је послао Мирко Шкеро, шеф Београдског центра, да моли да то не излази у јавност, и тако ето, то је то. Где сам му ја одговорио да ми нити избацујемо саопштења на тај начин, значи мора сагласност тужилаштва, и онда тек дајемо Бироу за медије МУП-а, и он је рекао добро, и тако ето. С тим да је сигурно у више наврата био на Јовањици, мислим један радник БИА да обилази Јовањицу у толико наврата, где је фабрика опојне дроге! | ” |
| — инспектор Слободан Миленковић, у исказу Тужилаштву | |   |

Шкеро није обухваћен ни једним од два предмета поводом случаја „Јовањица“ нити се његово име помиње у контексту било које од оптужница.

### Потенцијалне везе Колувије и директора БИА
Након навода новинара да је тадашњи директор БИА Братислав Гашић имао контакт са Колувијом, огласио се и председник Србије и те наводе потврдио, а тада је рекао:
| „                                                               | Рекао сам вам били су многи људи из ВБА, ВОА пре свега, и БИА у контакту са њима. И пре свега из Министарства унутрашњих послова. Сви су били увезани на различите начине. Бата Гашић није желео да сакрије свој контакт иако му је то било понуђено из МУП-а. | ” |
| — председник Србије Александар Вучић, на конференцији за медије | |   |

Он је додао да је постојао само један контакт и то „потпуно безвезан“, као и да о томе постоје службене белешке. Истакао је да има апсолутно поверење у Братислава Гашића, и да је сигуран да ништа противправно није учио, а у супротном треба да одговара, као и да нема „никакав проблем да то буде поново испитано“.
На саслушању у Специјалном суду у Београду, инспектор Душан Митић потврдио је сазнања о контакту Колувије и Гашића, уз оцену да се Колувија хвалио тим контактом. Гашић се након тога огласио, уз негативне оцене о раду инспектора:
| „                                              | Ради се о два инспектора који покушавају да задрже своје позиције. Иначе, један од њих двојице је близу девет месеци на боловању. Држи своје начелничко место, наравно. Други је мање од тога на боловању. Обојица су са више пријава Сектора унутрашње контроле до сада пријављивани, због злоупотреба у многим случајевима које смо имали. По ко зна који пут вам кажем, ја свој телефон нисам променио од 1996. године. Једна једина порука је била. | ” |
| — министар Братислав Гашић, у Скупштини Србије | |   |

Он је том приликом подсетио да је „Јовањица“ производила органску храну, као и да су, како тврди, тражили од Министарства пољопривреде узгој медицинске марихуане. Рекао је и да му је у тој једној поруци Колувија честитао дан БИА.
У јуну 2023. године, инспектор Четвртог одељења, Душан Митић, рекао је да му је Колувија показао преписку са Гашићем:
| „                                               | У једном моменту Колувија је узео телефон. Показао ми је и поруке које је размењивао са Братиславом Гашићем. Из порука је било јасно да су у блиским односима. Нећу да цитирам поруку, али ми је из последње поруке коју су разменили било јасно да Гашић зна шта се дешава на Јовањици. Ово тврдим под пуном материјалном и кривичном одговорношћу. | ” |
| — инспектор Душан Митић, у сведочењу пред Судом | |   |

Тужилаштво никада није саслушало Гашића у случају „Јовањица“ нити су Колувијини телефони вештачени поводом њиховог контакта.

### Потенцијалне везе Колувије и директора ВОА
Зоран Стојковић био је војни изасланик у Москви, а на предлог шефа БИА Братислава Гашића, тада министра одбране, постао је директор ВОА.
Према документу у који су увид имали новинари БИРН-а, у лето 2019. године Предраг Колувија је организовао састанак бригадног генерала и директора ВОА, Зорана Стојковића, са генералним секретаром македонске Владе Драгим Рашковским, у кафани „Мрак“ у Нишу, коме је Колувија и сам присуствовао. ВОА се о овим наводима није огласила. Рашковски је навео да „нема ништа са тим“.
У истом документу, у који је БИРН имао увид, наводи се да су, како тврде, контакти Колувије и директора ВОА Стојковића били интензивни. Инспектор Митић сведочио је да је преписку Колувије и Стојковића видео. Телефони Стојковића никада нису проверени нити га је Тужилаштво саслушало поводом случаја „Јовањица“.

### Потенцијалне везе Колувије и секретара МУП-а
Сведок у поступку, маркетиншки менаџер у „Јовањици“ и водитељ на телевизији „Студио Б“, Небојша Ђурђевић, потврдио је да се Колувија 2016. састао са државним секретаром МУП-а Милосавом Миличковићем, у згради СИВ-а. Сведок је навео да је састанак трајао петнаестак минута, а да је Колувија желео да покрене производњу индустријске конопље, па је са Миличковићем покушао да реши то питање. Тужилаштво никада није саслушало Миличковића у случају „Јовањица“.

### Потенцијалне везе Колувије и македонских званичника
Према наводима БИРН-а, унутар тајне апликације „Разговор“, коју је полиција дешифровала, Колувија је комуницирао са сарадницима у Македонији преко групе „Росоман производња“. Даље се наводи и да је Колувија:
- имао у Северној Македонији удео у власништву три фирме, од којих су две производиле марихуану у медицинске сврхе,
- имао за пословне партнере Трајчета и Бобана Заева, рођаке македонског премијера Зорана Заева, који су имали удео у фирмама за производњу медицинског канабиса,
- имао за српске партнере у Македонији браћу Маријана и Ђорђија Меденицу, закупце ресторана „Звездара театар“, у ком се Колувија наводно виђао са Мирком Шкером,
- у лето 2019. одржао састанак шефа ВОА Зорана Стојковића и македонског званичника Драгог Рашковског,
- изгубио дозволу за пословање своје фирме у Македонији, након хапшења.[4][14]

Против Колувије и сарадника у Северној Македонији није покренут кривични поступак, а Србија је од те државе тражила информације о њиховим пословима у тој земљи, али нема званичних података о истрази у Србији овим поводом. Према наводима БИРН-а, у овом аспекту случаја са српском полицијом сарађује америчка ДЕА.

### Несаслушани припадник БИА Зоран Ћертић
Ћертић је припадник БИА, а крајем новембра 2019. године затечен је током упада и претреса полиције у просторијама фирме „Супериор“ како прави цретеже пословања „Јовањице“ на школској табли. Фирма „Супериор“ заједно са „Јовањицом“ радила је на пословима увоза и извоза робе са Северном Македонијом. Тужилаштво Ћертића никада није саслушало поводом случаја „Јовањица“.
Колувија је тврдио да има закључен уговор са фирмом „Супериор“ да гаје две локалне сорте индустријске конопље, а да су неке извезли у Македонију. Тужилаштво тврди да је у аранжману са овом фирмом Колувија желео да изгради привид легалности.